# Lista comunelor din Val-de-Marne

Aceasta este lista celor 47 de comune din departamentul Val-de-Marne  din Franța.

(CAS) Communauté d'agglomération Haut Val de Marne, creată în 2001.

(CAN) Communauté d'agglomération Nogent-Le Perreux, creată în 2000.

(CAC) Communauté d'agglomération Plaine Centrale du Val de Marne, creată în 2001.

(CAV) Communauté d'agglomération Val de Bièvre, creată în 2000.

| INSEE | Cod poștal | Comuna                       |
| ----- | ---------- | ---------------------------- |
| 94001 | 94480      | Ablon-sur-Seine              |
| 94002 | 94140      | Alfortville (CAC)            |
| 94003 | 94110      | Arcueil (CAV)                |
| 94004 | 94470      | Boissy-Saint-Léger (CAS)     |
| 94011 | 94380      | Bonneuil-sur-Marne           |
| 94015 | 94360      | Bry-sur-Marne                |
| 94016 | 94230      | Cachan (CAV)                 |
| 94017 | 94500      | Champigny-sur-Marne          |
| 94018 | 94220      | Charenton-le-Pont            |
| 94019 | 94430      | Chennevières-sur-Marne (CAS) |
| 94021 | 94550      | Chevilly-Larue               |
| 94022 | 94600      | Choisy-le-Roi                |
| 94028 | 94000      | Créteil (CAC)                |
| 94033 | 94120      | Fontenay-sous-Bois           |
| 94034 | 94260      | Fresnes (CAV)                |
| 94037 | 94250      | Gentilly (CAV)               |
| 94038 | 94240      | L'Haÿ-les-Roses (CAV)        |
| 94041 | 94200      | Ivry-sur-Seine               |
| 94042 | 94340      | Joinville-le-Pont            |
| 94043 | 94270      | Le Kremlin-Bicêtre (CAV)     |
| 94044 | 94450      | Limeil-Brévannes (CAC)       |
| 94046 | 94700      | Maisons-Alfort               |
| 94047 | 94520      | Mandres-les-Roses            |
| 94048 | 94440      | Marolles-en-Brie             |

| INSEE | Cod poștal | Comuna                     |
| ----- | ---------- | -------------------------- |
| 94052 | 94130      | Nogent-sur-Marne (CAN)     |
| 94053 | 94880      | Noiseau (CAS)              |
| 94054 | 94310      | Orly                       |
| 94055 | 94490      | Ormesson-sur-Marne (CAS)   |
| 94056 | 94520      | Périgny                    |
| 94058 | 94170      | Le Perreux-sur-Marne (CAN) |
| 94059 | 94420      | Le Plessis-Trévise (CAS)   |
| 94060 | 94510      | La Queue-en-Brie (CAS)     |
| 94065 | 94150      | Rungis                     |
| 94067 | 94160      | Saint-Mandé                |
| 94068 | 94100      | Saint-Maur-des-Fossés      |
| 94069 | 94410      | Saint-Maurice              |
| 94070 | 94440      | Santeny                    |
| 94071 | 94370      | Sucy-en-Brie (CAS)         |
| 94073 | 94320      | Thiais                     |
| 94074 | 94460      | Valenton                   |
| 94075 | 94440      | Villecresnes               |
| 94076 | 94800      | Villejuif (CAV)            |
| 94077 | 94290      | Villeneuve-le-Roi          |
| 94078 | 94190      | Villeneuve-Saint-Georges   |
| 94079 | 94350      | Villiers-sur-Marne         |
| 94080 | 94300      | Vincennes                  |
| 94081 | 94400      | Vitry-sur-Seine            |